# Maison dite des princes de Monaco
Ne doit pas être confondu avec Palais de Monaco ou Hôtel de Monaco.
L'ancien hôtel des princes de Monaco est un manoir urbain situé dans le bourg de Vic-sur-Cère dans le Cantal en France.

## Historique
Il s'agissait d'un bâtiment du XVe siècle qui est revenu aux princes de Monaco avec la basse et moyenne justice, lors de l'érection en 1643 de la Vicomté de Carlat comme Comté de Carladez en leur faveur. À partir de cette date, la vicomté de Carlat, qui était plus étendue et possédait auparavant des pouvoirs plus importants, fut démembrée en deux: 
- la seigneurie et sa justice inférieure (ou sénéchaussée de Vic) qui étaient rendues au nom du comte de Carladez, probablement dans ce bâtiment;
- la justice supérieure qui reste royale pour constituer le bailliage de Vic dont l'auditoire et la geôle étaient situés en face de l'église paroissiale de Vic.

Trop modeste et trop rustique pour des personnages aussi considérables, ce manoir a surtout servi à loger l'officier ou le magistrat gouvernant la comté pour le Prince et aussi à abriter l'auditoire de la prévôté et ses archives.
Son architecture indique une période de construction antérieure d'au moins un siècle et demi à la date de donation aux Grimaldi. Sa parcelle était plus étendue: elle comprenait les trois maisons à gauche, rue du Moine de Montaudon jusqu'à l'ancienne école Saint-Joseph, et à droite les deux maisons et le jardin vers la place du Carladez.
Vendu en 1792 comme bien national, il fut acheté par Jean Revel, plus jeune procureur du bailliage de Vic, qui le possédait toujours en 1811.

## Description

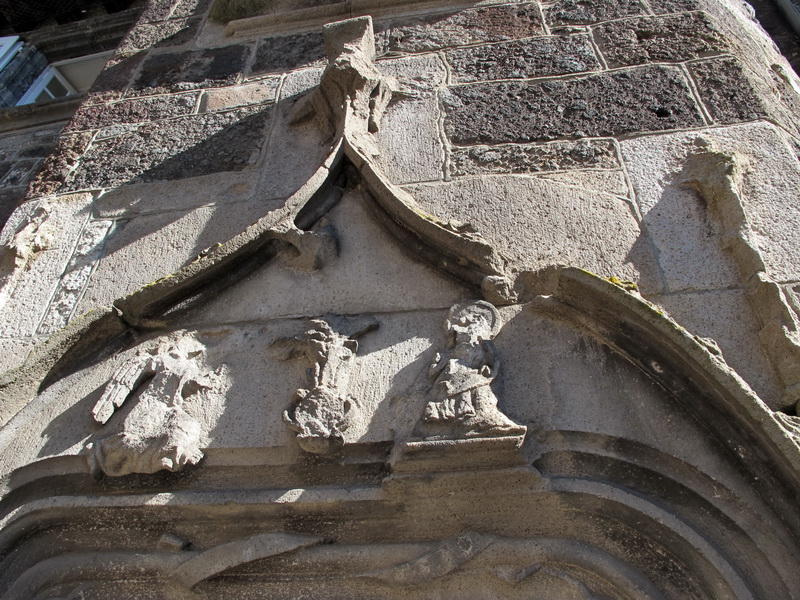
Tympan avec l'annonciation

Logis de plan allongé formé de deux ailes flanquant une tour escalier à escalier à vis sur noyau sur rue, qui a été construit en brèches volcaniques pendant la première moitié du XVIe siècle. Le tympan de la porte d'accès à la tour escalier, en accolade de style gothique flamboyant, est orné (comme à Vigouroux) d'une annonciade sculptée en relief, mais malheureusement mutilée. Il permet de dater la construction de la fin du XVe siècle à la période qui suit la confiscation de la vicomté par Louis XI à Jacques d'Armagnac, c'est-à-dire lorsque Pierre II, duc de Bourbon réunit la vicomté au duché d'Auvergne (en 1489). La toiture à longs pans et croupes porte une couverture en schiste. Des fenêtres ont été remaniées au milieu du XVIIe siècle, tandis qu'un corps de logis était ajouté pour former un retour sur la rue du Bailliage.
La tourelle d'escalier a été classée, par arrêté du 16 mars 1921, les deux ailes inscrites par celui du 16 mars 1934, puis la pièce du premier étage avec sa cheminée et ses lambris a été inscrite par un autre du 11 juin 1990

## Visites
On accède à la maison par la rue qui monte jusqu'à l'église en passant par la place de Monaco. Il n'est pas possible de visiter l'intérieur de la tour mais le site de la propriétaire permet une visite virtuelle de la tour avec son histoire et des photos de l'intérieur avec en particulier le bel escalier à vis construit en brèche volcanique qui permet d'accéder aux différents niveaux.